# Manon Albinus
Manon Albinus (13 mei 1975) is een Belgisch voormalig badmintonster.

## Levensloop
Albinus behaalde in totaal tien Belgische titels, waarvan vier bij de 'dames dubbel' en zes in het 'gemengd dubbel'. In de 'dames dubbel' werd ze driemaal Belgisch kampioene met Peggy Mampaey (1999-2001) en eenmaal met Mallory Gosset (1998). In het 'gemengd dubbel' won ze het BK driemaal met Wouter Claes (1998, 2001 en 2002), tweemaal met Ruud Kuijten (1999 en 2000) en eenmaal met Gert Poesen (2011).
Haar zonen Yaro en Iljo Van Delsen zijn ook actief in het badminton.